# Myrmeleon (Myrmeleon) pellucidus
Myrmeleon (Myrmeleon) pellucidus is een insect uit de familie van de mierenleeuwen (Myrmeleontidae), die tot de orde netvleugeligen (Neuroptera) behoort. 
Myrmeleon (Myrmeleon) pellucidus is voor het eerst wetenschappelijk beschreven door Hölzel in 1988.